# James Bradford (Gewichtheber)

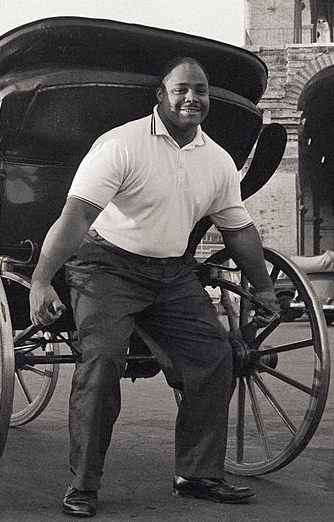
James Bradford, 1960

James Edward „Jim“ Bradford (* 1. November 1928 in Washington, D.C.; † 13. September 2013 in Silver Spring, Maryland) war ein US-amerikanischer Gewichtheber.

## Leben
Jim Bradford begann 1944 in New York mit dem Gewichtheben und gehörte dem bekannten York Barbell Club an, der von dem Mentor des amerikanischen Gewichthebens dieser Zeit, Bob Hoffman, gemanagt wurde und dem auch Thomas Kono angehörte. 1950 gewann er die US-amerikanische Junioren-Meisterschaft und startete 1951 erstmals, 1960 letztmals bei einer internationalen Meisterschaft. Nie gelang es ihm, den Titel zu erringen, sechsmal wurde er Vizemeister. Jim Bradford nahm dies immer gelassen und sportlich fair hin. In seiner besten Zeit betrug sein „Kampfgewicht“ ca. 130 kg.

### Internationale Erfolge
(OS = Olympische Spiele, WM = Weltmeisterschaft, S = Schwergewicht)
- 1951, 2. Platz, WM in Mailand, S, mit 427,5 kg, hinter John Davis, USA, 432,5 kg und vor Mohamed Ahmed Geisa, Ägypten, 407,5 kg;
- 1952, Silbermedaille, OS in Helsinki, S, mit 437,5 kg, hinter Davis, 460 kg, vor Humberto Selvetti, Argentinien, 432,5 kg;
- 1954, 2. Platz, WM in Wien, S, mit 462,5 kg, hinter Norbert Schemansky, USA, 487,5 kg und vor Franz Hölbl, Österreich, 425 kg;
- 1955, 2. Platz, WM in München, S, mit 475 kg, hinter Paul Anderson, USA, 512,5 kg und vor Eino Mäkinen, Finnland, 422,5 kg;
- 1959, 2. Platz, WM in Warschau, S, mit 492,5 kg, hinter Juri Wlassow, UdSSR, 500 kg und vor Iwan Wesselinow, Bulgarien, 455 kg;
- 1960, Silbermedaille, OS in Rom, mit 512,5 kg, hinter Wlassow, 537,5 kg und vor Schemansky, 500 kg.

### Nationale Erfolge
Jim Bradford wurde 1953, 1960 und 1961 US-amerikanischer Meister im Schwergewicht.